# Lucheria Olga Voinea
Olga Voinea (n. 6 iunie 1972) este un fost deputat român în legislatura 2000-2004, ales în județul Galați. Lucheria Olga Voinea a fost membru în grupurile parlamentare de prietenie cu Republica Cipru și cu Regatul Unit al Marii Britanii și Irlandei de Nord.

## Legături externe
- Lucheria Olga Voinea Arhivat în 20 iunie 2024, la Wayback Machine. la cdep.ro